# John Nzau Mwangangi
John Nzau Mwangangi (né le 1er novembre 1990 à Mwingi) est un athlète kényan, spécialiste des courses de fond. 

## Biographie
Le 20 septembre 2008, John Nzau Mwangangi s'impose dans le temps de 1 h 4 min 22 s sur le Greifenseelauf, un semi-marathon disputé autour du lac de Greifen, dans le canton de Zurich, en Suisse.
Deuxième du 5 000 mètres lors des championnats d'Afrique juniors de 2009, il remporte l'épreuve individuelle des championnats d'Afrique de cross-country 2011, devant son compatriote Stephen Kiprotich.
Le 19 septembre 2009, il s'impose une deuxième fois d'affilée sur le Greifenseelauf avec un chrono de 1 h 5 min 42 s. 
En 2012, lors des championnats du monde de semi-marathon de Kavarna, en Bulgarie, John Nzau Mwangangi remporte la médaille de bronze de l'épreuve individuelle en 1 h 1 min 1 s, devancé par l'Érythréen Zersenay Tadese et l'Éthiopien Deressa Chimsa. Il décroche par ailleurs le titre mondial par équipes en compagnie de Pius Maiyo Kirop et Stephen Kosgei Kibet.

### Palmarès
| Date | Compétition                            | Lieu           | Résultat | Épreuve          |
| ---- | -------------------------------------- | -------------- | -------- | ---------------- |
| 2008 | Greifenseelauf                         | Lac de Greifen | 1er      | Semi-marathon    |
| 2008 | Morat-Fribourg                         | Fribourg       | 1er      | Course populaire |
| 2009 | Greifenseelauf                         | Lac de Greifen | 1er      | Marathon         |
| 2009 | 20 km de Lausanne                      | Lausanne       | 1er      | 20 kilomètres    |
| 2009 | Morat-Fribourg                         | Fribourg       | 1er      | Course populaire |
| 2009 | Corrida bulloise                       | Bulle          | 1er      | Course populaire |
| 2010 | 20 km de Paris                         | Paris          | 1er      | 20 kilomètres    |
| 2011 | 20 km de Paris                         | Paris          | 1er      | 20 kilomètres    |
| 2012 | Championnats du monde de semi-marathon | Kavarna        | 3e       | Individuel       |
| 2012 | Championnats du monde de semi-marathon | Kavarna        | 1er      | Par équipes      |
| 2015 | Marathon de Valence                    | Valence        | 1er      | Marathon         |

### Records
| Épreuve       | Performance    | Lieu      | Date            |
| ------------- | -------------- | --------- | --------------- |
| Semi-marathon | 59 min 45 s    | Valence   | 23 octobre 2011 |
| Marathon      | 2 h 9 min 32 s | Rotterdam | 14 avril 2013   |